# شهرستان چرچن
شهرستان چرچن (به اویغوری: چەرچەن ناھىيىسى) و یا شهرستان چییمو (به چینی: 且末县، به پین‌یین:‌ Qiěmò Xiàn)یک شهرستان در چین است که در ولایت خودمختار بایینغولین مغول واقع شده‌است. شهرستان چرچن ۱۳۸٬۶۶۵ کیلومتر مربع مساحت دارد.

## نام
- به اویغوری: چەرچەن ناھىيىسى
- به چینی: 且末县، به پین‌یین: Qiěmò Xiàn
- به مغولی: ᠴᠧᠷᠴᠧᠨ ᠰᠢᠶᠠᠨ، به لاتین: Čerčen siyan، معادل سیریلیک: Черчен шянь

## جمعیت
| ترکیب قومیتی شهرستان چرچن | ترکیب قومیتی شهرستان چرچن | ترکیب قومیتی شهرستان چرچن | ترکیب قومیتی شهرستان چرچن | ترکیب قومیتی شهرستان چرچن |
| ------------------------- | ------------------------- | ------------------------- | ------------------------- | ------------------------- |
| قومیت                     | قومیت                     |                           | درصد                      | درصد                      |
| اویغور                    | اویغور                    |                           | ۷۲٫۹٪                     | ۷۲٫۹٪                     |
| هان                       | هان                       |                           | ۲۶٫۶٪                     | ۲۶٫۶٪                     |
| هوئی                      | هوئی                      |                           | ۰٫۲٪                      | ۰٫۲٪                      |
| سایر                      | سایر                      |                           | ۰٫۲٪                      | ۰٫۲٪                      |
| منبع سرشماری جمعیت :      |                           |                           |                           |                           |

## تاریخچه
اولین واحد تقسیماتی مدرن که معادل ولایت خودمختار بایینغولین مغول بود، در سال ۱۸۸۲ میلادی تحت نام «ولایت قره‌شهر»، شامل سه شهرستان بوگور، لوپنور، و یانچی تاسیس شد. در سال ۱۸۹۹ میلادی، نام این ولایت به «ولایت یانچی» تغییر کرد.
در سال ۱۹۱۴ میلادی، شهرستان چرچن با جدا شدن از لوپنور تاسیس شد.

در ژوئن سال ۱۹۵۴ میلادی، «ولایت یانچی» منحل شد. در این سال، ۲ واحد تقسیماتی جدید بجای این ولایت تاسیس شدند. اولین این دو، «ولایت خودمختار بایینغولین مغول» است که شامل ۳ شهرستان یانچی، هجینگ، و خوشوت، در بر گیرندهٔ ۱۱٪ مساحت «ولایت یانچی» در شمال آن. دومین این دو، «ولایت کورلا» است که شامل ۵ شهرستان کورلا، بوگور،لوپنور، شهرستان چارقیلیق، شهرستان چرچن در بر گیرندهٔ ۸۹٪ مساحت «ولایت یانچی» در جنوب آن. 
۶ سال بعد، در دسامبر سال ۱۹۶۰ میلادی، «ولایت کورلا» در «ولایت خودمختار بایینغولین مغول» ادغام شد. مرکز ولایت خودمختار بایینغولین مغول از یانچی به کورلا انتقال یافت.
در دسامبر سال ۲۰۱۲، با جدایی از اراضی تحت مدیریت شهر کورلا، باش‌اگیم/تیه‌منگوان به عنوان شهر وابسته به بینگتوان و «شهر تابع مستقیم منطقه خودمختار» تاسیس شده، از تابعیت ولایت خودمختار بایینغولین مغول در آمده، و مستقیما در تابعیت اداری منطقه خودمختار سین‌کیانگ قرار گرفت.
در ژانویه سال ۲۰۲۰ میلادی، اراضی از شهرستان‌های خودمختار یانچی هوئی، باغراش، چارقیلیق، چرچن، خوشوت، و هجینگ از تابعیت ولایت خودمختار بایینغولین مغول در آمده و ضمیمهٔ باش‌اگیم شدند. اکثر این اراضی شامل هنگ‌های متعلق به بینگتوان بودند.